# Шоулуотер-Бей
Шоулуотер-Бей (англ. Shoalwater Bay Indian Reservation) — индейская резервация, расположенная на Северо-Западе США в юго-западной части штата Вашингтон.

## История
Резервация Шоулуотер-Бей была создана 22 сентября 1866 года указом президента США Эндрю Джонсона для нескольких племён Тихоокеанского побережья — уиллапа-чинуков, нижних шехейлис и квалхиоква. Первоначальная площадь резервации составляла 135,4 гектара. Позже, объединённое племя вошло в число немногих, владеющих федеративно признанной резервацией в Соединённых Штатах, которые не заключали договоров с правительством США. Северная оконечность залива вокруг современной резервации была населена преимущественно группами, говорящими на языке нижний чехейлис, а в южной части залива проживали племена чинуков.

## География
Резервация расположена в юго-западной части штата Вашингтон на северо-западе округа Пасифик, вдоль северного берега залива Уиллапа.
Общая площадь Шоулуотер-Бей составляет 4,42 км², из них 3,86 км² приходится на сушу и 0,56 км² — на воду. Административным центром резервации является статистически обособленная местность Токленд.

## Демография
По данным федеральной переписи населения 2000 года, в резервации проживало 70 человек.
В 2019 году в резервации проживало 90 человек. Расовый состав населения: белые — 23 чел., афроамериканцы — 0 чел., коренные американцы (индейцы США) — 60 чел., азиаты — 0 чел., океанийцы — 0 чел., представители других рас — 0 чел., представители двух или более рас — 7 человек. Плотность населения составляла 20,36 чел./км².

## Комментарии
1. ↑  В состав резервации входит часть населённого пункта.